# Ceratina cucurbitina
Ceratina cucurbitina ist eine Biene aus der Familie der Apidae.

## Merkmale
Die Bienen haben eine Körperlänge von 6 bis 8 Millimetern (Weibchen) bzw. 5 bis 7 Millimetern (Männchen). Der Körper der Weibchen ist schwarz. Die Stirnplatte (Clypeus), die Calli und die Schienen (Tibien) sind an der Basis weiß gefleckt. Das Mesonotum ist großteils unpunktiert und glatt. Die seidig glänzende, horizontale Fläche des Propodeums ist nahezu genauso lang wie das Schildchen (Scutellum) und hinten abgerundet. Dem sechsten, eingesattelten Tergit fehlt der Längsgrat. Die Männchen sehen den Weibchen ähnlich, ihr Labrum hat jedoch einen weißen Fleck. Das siebte Tergit ist breit abgestutzt und hat seitlich je ein kleines Zähnchen. Die Basis der Schenkel (Femora) der Hinterbeine ist auf der Unterseite flach und mittig kurz, außen lang und dicht behaart. 

## Vorkommen und Lebensweise
Die Art ist in Nordwestafrika, Südeuropa, dem mittleren Mitteleuropa und der Türkei verbreitet. Die Tiere fliegen von Mitte Februar bis Ende Oktober. Die Art sammelt Pollen an verschiedenen Pflanzenfamilien. Welche Kuckucksbienen die Art parasitieren, ist nicht bekannt. 

## Belege
Felix Amiet, M. Herrmann, A. Müller, R. Neumeyer: Fauna Helvetica 20: Apidae 5. Centre Suisse de Cartographie de la Faune, 2007, ISBN 978-2-88414-032-4.